# Вимблдон 2007.
Вимблдон 2007. био је трећи Гренд слем турнир у 2007. години и 121. турнир Вимблдон, одржан у Вилмблдону, Лондон, Енглеска, од 25. јуна до 8. јула 2007. То је једини Гренд слем који се игра на трави.
Победник у мушком синглу био је Роџер Федерер, који је изједначио рекорд Бјерна Борга у 5. везано добијених титула на Вимблдону у историји опен ере. То је било треће најдуже финале икада, које се играло 3 сата и 45 минута. Винус Вилијамс је освојила титулу у женском синглу, победивши Марион Бартоли, Францускињу која је направила изненађење победивши тада број један Жистин Енен. По први пут након 20 година, Вимблдон је добио и једног домаћег шампиона: Џејми Мари је освојио титулу у мешовитом дублу, заједно с Српкињом Јеленом Јанковић.

## Финала

### Мушкарци
- Види Вимблдон 2007. - мушкарци појединачно

 Роџер Федерер -  Рафаел Надал 7-6(7), 4-6, 7-6(3), 2-6, 6-2

### Жене
- Види Вимблдон 2007. - жене појединачно

 Винус Вилијамс -  Марион Бартоли 6-4, 6-1

### Мушки дубл
- Види Вимблдон 2007. - мушки парови

 Арно Клеман /  Микаел Љодра -  Боб Брајан /  Мајк Брајан 6-7(5), 6-3, 6-4, 6-4

### Женски дубл
- Види Вимблдон 2007. - женски парови

 Кара Блек /  Лајзел Хјубер -  Катарина Среботник /  Аи Сугијама 3-6, 6-3, 6-2

### Мешовити дубл
- Види Вимблдон 2007. - мешовити парови

 Јелена Јанковић /  Џејми Мари -  Алиша Молик /  Јонас Бјоркман 6-4, 3-6, 6-1